# Zerocoin
Zerocoin è un protocollo proposto dal professor Matthew D. Green e dagli studenti Ian Miers e Christina Garman Johns Hopkins University come un'estensione del protocollo bitcoin che migliorerebbe l'anonimità crittografica alle transazioni in bitcoin.
Fu implementato come criptovaluta completamente funzionale da Poramin Insom, come Zcoin.
Zerocoin fornisce anonimità con l'introduzione di servizi di mischia separata conosciuto come zerocoin e che + memorizzato in una blockchain bitcoin. Pensata in origine per essere usata nella rete bitcoin, può essere integrata in qualsiasi criptovaluta.